# PLATO űrtávcső
A PLATO (angolul: Planetary Transits and Oscillations of stars, azaz: Bolygófedések és a csillagok oszcillációi) az ESA tervezett űrtávcsöve, melyet exobolygók keresésére építenek. felbocsátását 2026-ra tervezik Szojuz-Fregat hordozórakétával, a Nap-Föld rendszer L2 Lagrange-pontjába. Az exobolygókat fedési módszerrel, 8-11 magnitúdó fényességű szubóriások, Naphoz törpecsillagok és a Napnál hűvösebb vörös törpecsillagok körül fogja keresni. A Kepler űrtávcsőhöz hasonló műhold tervezett látómezeje 1250-3600 négyzetfokos, a vizsgált csillagok száma az egy milliót is meghaladja majd. (A Kepler űrtávcső eredeti küldetése során 105 négyzetfokos területen 170 000 csillagot figyelt meg.) A program fő célja a Föld-szerű exobolygók megfigyelése a Naphoz hasonló csillagok lakhatósági zónájában, ahol a víz folyékony halmazállapotban létezhet. A PLATO az ESA Cosmic Vision programjának harmadik közepes (M típusú) kiválasztott missziója, és nevét a a nagy hatású görög filozófusról, Platónról kapta, akiben a nyugati filozófia, természettudomány és matematika alapítóját tiszteljük. A küldetés másodlagos célja a csillagok oszcillációinak, azaz szeizmikus aktivitásának megfigyelése, ezáltal a bolygóval rendelkező csillagok tömegének és korának pontos meghatározása.

## Története
A PLATO-t először 2007-ben terjesztették be az Európai Űrügynökségnek (ESA) a Cosmic Vision 2015–2025 felhívásra. Több elbírálási fázis után az ESA 2011 februárjában négy jelöltet választott ki, mint lehetséges M3-as (közepes méretű és költségvetésű) missziót, 2024-es tervezett felbocsátással. Ezek közül a PLATO-t 2014. február 19-én választották az ESA M3 tudományos küldetésének. A versenytársak között találjuk az EChO, a LOFT, a MarcoPolo-R és a STE-QUEST küldetéseket.
Az ESA 2015 januárjában megbízta a Thales Alenia Space-t, az Airbus DS-t és az OHB System AG-t, hogy készítsenek el három párhuzamos B1 tanulmányt, ami a PLATO rendszereit és alrendszereit definiálja. Ezek 2016-ban el is készültek. 2017. június 20-án az ESA adoptálta az PLATO-t, azaz felvette tudományos programjába, ami azt jelenti, hogy elkezdődhetett az űreszköz megépítése. Ezt követően az űreszköz platformjának elkészítésére is pályázhattak az űripari cégek.
A tudományos műszercsomag megépítéséért és annak működtetéséért tudományos szempontból a PLATO Mission Consortium (PMC) a felelős, aminek a vezetője Prof. Heike Rauer (DLR). A távcsöveket (Telescope Optical Units) nemzetközi konzorcium készíti, melynek Olaszország, Svájc és Svédország a tagja.
Bár a PLATO egy betűszó, ugyanakkor a klasszikus görög filozófus, Platón (i.e. 428-348) nevére is utal, aki a bolygómozgások magyarázatával is foglalkozott.

## Célja
A küldetés célja, hogy Föld-szerű exobolygókat találjon a naptípusú csillagok lakhatósági zónájában, meghatározza alapvető tulajdonságaikat és az alkalmasságukat esetleges élet hordozására. Ennek érdekében:
- Közeli exobolygórendszereket fog felfedezni, melyekben a bolygók sugarát 3%, a csillag korát 10% és a bolygók tömegét 10% pontossággal fogja meghatározni (ez utóbbit földi radiális sebesség mérések segítségével)
- Föld-méretű és valamivel nagyobb (ún. szuperföld-méretű) bolygókat fedez fel és karakterizál Nap-szerű csillagok lakhatósági zónájában
- Sok exobolygórendszer felfedezésével jellemző felépítésüket és annak a gazdacsillagtól és környezetétől való függését tanulmányozza
- A csillagok oszcillációinak mérésével azok belső szerkezetét és fejlődését fogja vizsgálni
- Azonosítja spektroszkópiai és bolygólégkör vizsgálatok szempontjából legalkalmasabb célpontokat

A PLATO abban különbözik a CoRoT és a Kepler űrtávcsövektől, hogy viszonylag fényes (4–11 magnitúdós) csillagokat fog vizsgálni, ami a bolygóparaméterek jóval pontosabb meghatározását teszi majd lehetővé, valamint a megerősítésük, és tömegük meghatározása is sokkal egyszerűbb lesz. Ez utóbbihoz a radiális sebesség módszert és földfelszíni távcsöveket fognak használni. A PLATO hosszabb ideig fog egy-egy területet vizsgálni, mint a NASA TESS űrtávcsöve, így hosszabb keringési idejű bolygókat is képes lesz felfedezni.

## Kamerarendszer
A PLATO műszeregyüttese egy sor teleszkópot tartalmaz, szám szerint 26-ot: 24 db "normál" kamerát, melyek 4 csoportba vannak rendezve, illetve kettő "gyors" kamerát a fényes csillagok megfigyelésére. A 24 "normál" kamera mintavételezési ideje 25 másodperc, és 8 magnitúdónál halványabb csillagokat fognak megfigyelni vele. A két "gyors" kamerát 2,5 másodpercenként olvassák ki, és 4–8 magnitúdós csillagokat fog mérni. Minden egyes teleszkóp refraktor lesz: egyenként 6 lencsét tartalmaznak majd, míg átmérőjük 120 mm. Távcsövenként és kameránként a látómező 1100 négyzetfokos lesz. Minden egyes teleszkóphoz dedikált CCD-kameraegyüttes tartozik. A 4 CCD-ből álló mozaik 4510 x 4510 pixelből áll majd.
A 24 "normál" teleszkóp négy darab hatos csoportba lesz elrendezve, látómezejük középpontja 9,2°-kal tér majd el az platform szimmetriatengelyétől. Ez az elrendezés 2250 négyzetfokos terület egyidejű megfigyelését teszi majd lehetővé. Az űrteleszkóp egy év alatt megfordul a saját tengelye körül, ezáltal a napelemek mindig a Nap felé fordulhatnak. Így a PLATO egy adott területet folyamatosan megfigyelhet.

## Pálya
Az űrteleszkópot 2026-ban tervezik felbocsátani. A megfigyeléseket Föld-Nap rendszer L2 Lagrange-pontjában fogja végezni.

## Az adatok várható közzététele
Az egyes negyedévekben gyűjtött fotometriai adatok (beleértve a fénygörbéket) és a belőlük származtatott magas szintű tudományos adatok  a validálásuk után 6–12 hónappal lesznek publikusak. Az adatokat negyedéves periódusokban, un. negyedekben dolgozzák fel, mert ennyi ideig működik az űreszköz két 90 fokos forgatás között.  Az első negyed adatainak validálása és az adatfeldolgozó szoftverek frissítése 6 hónapot vesz majd igénybe. Ez az idő később 3 hónapra rövidül. A megfigyelt csillagok kis része (legfeljebb 2000 a megfigyelt 250 ezerből) védett státuszú lesz, azaz csak a PLATO konzorcium számára lesz elérhető egy bizonyos ideig. Ezeket a csillagot az egyes megfigyelt területek első 3 havi adatgyűjtése alapján jelölik ki. A védett időszak 6 hónapig tart a földi megfigyelések befejezése vagy a misszió archiválási fázisa (felbocsátás + 7,5 év) után (amelyik előbb bekövetkezik).

## Magyar hozzájárulás
Az HUN-REN Csillagászati és Földtudományi Kutatóközpont Konkoly Thege Miklós Csillagászati Intézet  az ELTE Gothard Asztrofizikai Obszervatórium kutatói a távoli bolygók körül keringő exoholdak keresését, pulzáló, fedési és egyéb változócsillagok vizsgálatát és fotometriai algoritmusok fejlesztését összehangoló munkacsoportok vezetését végzik a PLATO programban.

## Külső hivatkozások
- A PLATO honlapja
- A PLATO Konzorcium honlapja